# ドイツの国旗
ドイツの国旗（ドイツのこっき）は、1990年以降はドイツ連邦共和国の国旗（独: Flagge der Bundesrepublik Deutschland または Bundesflagge）を指す。等間隔の水平境界で分割された三色旗であり、上から順に黒・赤・金の三色で構成されている。
ドイツにおける国旗の規定は、事実上の憲法にあたるドイツ連邦共和国基本法第22条第2項に「連邦の旗は黒-赤-金である（Art 22 (2) Die Bundesflagge ist schwarz-rot-gold.）」と規定されている。
国旗の色について、在日ドイツ大使館は「色の由来についての定説はない」としているが、杉浦忠夫によれば、1813年のナポレオン戦争時にルートヴィヒ・アドルフ・フォン・リュッツォウ率いるリュッツォウ義勇軍の軍服の「黒地に赤の襟、金のボタン」と、同義勇軍の志願兵として参戦したイェーナ大学の学生が1815年6月に結成した「イェーナー・ブルシェンシャフト」の旗印・制服の色に由来するとするのがほぼ一致した説だとする。
また、神聖ローマ帝国の紋（金地に赤のくちばしとつめをもった黒い鷲）に由来するともされるが、旗章学の立場は、この説について否定的である。
ブルシェンシャフト形成に重大な影響をあたえたフリードリヒ・ルートヴィヒ・ヤーンの1849年1月15日に行われた演説によれば「黒・赤・金」はそれぞれ「名誉・自由・祖国」を表し、ルートヴィヒ・ベルクシュトレッサーによる1948年9月の演説によれば「統一と自由（Einheit und Freiheit）」、「自由のなかの統一（Einheit in Freiheit）」の伝統を表現しているとされる。1848年革命（ドイツ三月革命）ではドイツ統一を求める自由主義者らが黒赤金の旗をシンボルとした。

## 現在の旗

市民旗及び政府旗（Bundesflagge）?
政府旗（Bundesdienstflagge）?
軍艦旗（Dienstflagge der Seestreitkräfte der Bundeswehr） ?
民間で用いられる国章をアレンジした旗。政府旗と細部が異なる。
?縦横比2:3の別タイプ
黒赤金の三色旗
縦方向掲揚時
縦方向掲揚時の政府旗

政府旗・軍艦旗を民間で使用することは禁止されているが、政府旗とよく類似しているデザインの、市民旗に国章をアレンジした旗が民間で使用されることがある。

## 変遷

### 神聖ローマ帝国

?神聖ローマ帝国の旗（紋章） 13世紀-14世紀中期ころまで使用された旗
?神聖ローマ帝国の旗（紋章） 15世紀ころまで使用された旗
?15世紀以降の神聖ローマ帝国の旗 15世紀以降は双頭の鷲になった

黄色（金色）の地に脚と嘴が赤い黒鷲の旗は、現在の黒赤金三色旗の由来のひとつとされる。

### ナポレオン戦争期

?オーストリア帝国の国旗
プロイセン王国 の国旗

### ドイツ連邦

?1848年にフランクフルト国民議会によって制定されたドイツ連邦旗（縦横比2:3）
? 1848年 - 1852年のドイツ連邦艦隊（ドイツ語版）の軍艦旗
? 1848年 - 1852年のドイツ連邦艦隊の戦闘旗

### 北ドイツ連邦

?1867年 - 1871年の北ドイツ連邦の国旗
?1867年 - 1871年の北ドイツ連邦海軍（ドイツ語版）の軍艦旗
?1867年 - 1871年の北ドイツ連邦海軍の戦闘旗

北ドイツ連邦の国旗は、オーストリア帝国（ハプスブルク家）の色に近い金から、北ドイツ連邦での盟主となったプロイセン王国の色である黒と白を入れたと言われている。黒と白はプロイセンの旗に、白と赤はハンブルク・ブレーメン・リューベックなどの北ドイツのハンザ同盟の旗に由来する。

### ドイツ国

#### ドイツ帝国

?1871年 - 1918年の帝政時代の国旗
?1871年 - 1903年の海軍の軍艦旗
?1903年 - 1918年の海軍の軍艦旗
?1871年 - 1892年の海軍の戦闘旗
?1892年 - 1903年の海軍の戦闘旗
?1903年 - 1918年の海軍の戦闘旗

当初のドイツ国（ドイツ帝国）の国旗は、北ドイツ連邦のものをそのまま継承している。

#### ヴァイマル共和政

?1919年 - 1933年のヴァイマル共和政時代の国旗（縦横比2:3）
? 1919年に検討された国旗案
?1920年 - 1935年のザール国際連盟管理地域の旗
?1919年 - 1933年のヴァイマル共和国時代の商船旗
?1921年 - 1933年のヴァイマル共和国時代の海軍の軍艦旗
?1921年 - 1933年のヴァイマル共和国時代の海軍の戦闘旗

第一次世界大戦敗戦と帝政崩壊後に成立したヴァイマル共和政では、帝政の「黒・白・赤」の国旗に代わり、自由主義的な「黒・赤・金」の旗が国旗に定められた。一方、帝政時代の国旗は、ヴァイマル共和政時代にもドイツ国防軍旗として使用された。退役軍人などからなる民兵組織「鉄兜団、前線兵士同盟」ほか、国家主義者や君主制復古主義者などの保守・右翼は帝政時代の旗を掲げて活動する一方、共和制を守護しようとするドイツ社会民主党などは、共和政の旗の守護者を自任する「国旗団 黒・赤・金」という民兵組織を立ち上げ、左右の政治勢力の民兵組織と街中で武力抗争を繰り広げた。

#### ナチス・ドイツ

?1933年 - 1935年の国旗。帝政時代のものと配色は同じだが、縦横比は3:5である。
?1935年 - 1945年の国旗。
?同上。縦横比2:3の別タイプ。
?海軍の戦闘旗（1935年 - 1938年）
?海軍の戦闘旗（1938年 - 1945年）

ナチスが政権を獲得すると、1933年3月12日、大統領布告で正式な国旗を制定するまでの暫定的な措置として、帝政時代と同じ配色の三色旗が、ナチス党旗であるハーケンクロイツ旗と共に国旗としての掲揚を義務づけられた。1935年9月15日公布の国旗法で、ハーケンクロイツ旗のみがドイツの国旗とされ、三色旗は以後は反動的として掲揚を禁じられた。
デザインや配色はナチ党旗と同じであるが、国旗はハーケンクロイツが若干旗竿側に寄っており、厳密には同一ではない。
現代ではハーケンクロイツ旗（党旗・国旗問わず）は反煽動法などにより、ドイツだけでなくヨーロッパのほとんどの国で公衆での掲揚を禁じられている。
そのためにネオナチなどの極右勢力が黒白赤の三色旗をその代替として使用することがあり、現在のドイツでは極右やネオナチ団体のシンボルと見做されることがあり、ブレーメン州では2020年9月より北ドイツ連邦時代の旗を含む旧時代の三色旗の掲揚が禁じられた。違反した場合は罰金刑が科される。

### 冷戦時代

#### 連合国占領地域

?1945年 - 1949年の商船旗
?ザール保護領の旗

第二次世界大戦敗戦後の占領時代に連合国が定めた商船旗
国際信号旗の「C」の旗をもとにしている、Cは「capitulation（降伏）」の頭文字を意味する

#### 提案された旗

? 1944年提案
? 1948年提案
?1948年提案
?1948年提案
?1948年提案
?1948年提案

#### ドイツ民主共和国

?1949年 - 1959年のドイツ民主共和国（東ドイツ）の国旗。現在のドイツ連邦共和国旗と同じ。
?1959年 - 1990年の国旗。1960年より人民海軍艦首旗、1973年より商船旗も兼ねた。
?1959年 - 1973年の商船旗
?国家人民軍旗
?人民海軍軍艦旗
?縦掲揚用の国旗
?末期の民主化運動では、国旗中央の国章が切り取られて掲げられた

成立当初は東西ドイツ共にほぼ同一の国旗を使用していたが（東西共にドイツ唯一の正統政府を自認していた）、1959年に東ドイツ側が社会主義国として「労働者・農民・知識人の団結」を示す国章を国旗に加え1990年に消滅するまで使用された。

#### ドイツ連邦共和国

?1949年 - の現行旗
?1950年-1994年の郵便旗

#### その他

?共産ユーゴスラビア時代のドイツ系人の旗
?1960年スコーバレーオリンピックと1964年東京オリンピックで使用された「統一ドイツ」チーム旗